# Xian de Dingxiang
Le xian de Dingxiang (定襄县 ; pinyin : Dìngxiāng Xiàn) est un district administratif de la province du Shanxi en Chine. Il est placé sous la juridiction de la ville-préfecture de Xinzhou.

## Démographie
La population du district était de 209 196 habitants en 1999.